# Elyas Bazna
Elyas Bazna (ur. 28 lipca 1904 w Prisztinie, zm. 21 grudnia 1970 w Monachium) – szpieg o kryptonimie „Cicero”.

## Życiorys
Urodził się w Prisztinie (obecnie Kosowo), ówcześnie na terenie Imperium Osmańskiego. Był synem posiadacza ziemskiego. Mimo przypisywanego mu pochodzenia albańskiego, sam uważał się za Turka. W 1914 wraz z rodziną przeniósł się do Stambułu. W 1918, kiedy stolica Turcji była okupowana, znalazł pracę we francuskiej kolumnie transportowej jako kierowca. Za kradzież broni i samochodu został skazany na 3 lata pobytu w obozie pracy. Karę odbywał we Francji. Po uwolnieniu pracował w fabryce samochodów w Marsylii. Po powrocie do Turcji osiedlił się w Ankarze. Znajomość języków i umiejętność prowadzenia samochodów pomogła mu znaleźć pracę w ambasadzie Jugosławii, a następnie w amerykańskiej misji wojskowej w stolicy Turcji.
W 1943 w prasie tureckiej ukazało się ogłoszenie Douglasa Buska, I sekretarza ambasady brytyjskiej, który poszukiwał służącego-kierowcy, posiadającego umiejętność naprawy samochodu. Etat ten uzyskał Bazna, który szybko zdobył zaufanie Buska i dzięki niemu został przedstawiony ambasadorowi – sir Hughe Knatchbull-Hugessenowi.
Zatrudniony w ambasadzie, już od jesieni 1943 dostarczał nazistowskim Niemcom, poprzez attaché Ludwiga Carla Moyzischa, ściśle tajne dokumenty wykradzione brytyjskiemu ambasadorowi, a dotyczące lądowania Sił Sprzymierzonych we Francji i otwarcia drugiego frontu na Zachodzie. Brytyjczycy naciskali na neutralną Turcję, aby przyłączyła się do Sprzymierzonych. Szef oddziału Służby Bezpieczeństwa (SD) dostarczył mu aparat fotograficzny marki Leica Camera, wytrychy i dużą kwotę gotówki w tureckiej walucie. Jego zadaniem było fotografowanie wszystkich dokumentów ambasadora, gdy ten brał kąpiel, spał lub jadł śniadanie.
Moyzisch został wezwany do Berlina w celu zweryfikowania autentyczności przesyłanych przez niego dokumentów. Moyzisch miał zastanawiać się, skąd Bazna wie, że dokumenty są tak wartościowe oraz w jaki sposób dokonywał ich selekcji, skoro słabo znał angielski. Ponadto wszystkie fotografie były świetnej jakości, co kłóciło się z wizją wykonywania zdjęć metodą „chałupniczą” i w wielkim pośpiechu. 9 listopada wrócił pośpiesznie do Ankary, prawdopodobnie z ekspertem od fotografii. W tym samym czasie trwało trzydniowe spotkanie ministra spraw zagranicznych Wielkiej Brytanii Anthony’ego Edena, ambasadora brytyjskiego w Kairze Milesa Lampsona i ministra spraw zagranicznych Turcji Numana Menemencioğlu. 10 listopada minister spraw zagranicznych Niemiec Joachim von Ribbentrop otrzymał notatkę od „Cicero”: „W Kairze Eden zażądał od Turcji udostępnienia lotnisk dla myśliwców, co niewątpliwie związane jest z niepewną sytuacją Wielkiej Brytanii na wybrzeżu Morza Egejskiego”. Turecki minister nie chciał jednak o tej sprawie dyskutować.
W 1962 Bazna wspólnie z Hansem Noglym wydał wspomnienia pod tytułem I was Cicero, które ukazały się w nowojorskim wydawnictwie Harper & Row. Zmarł w Monachium w 1970, po kilkunastu latach życia w biedzie z powodu odkrycia przez policję sfałszowanych banknotów dostarczanych mu przez Niemców. Duża część dokumentów dotyczących jego sprawy nadal jest jednak objęta przez służby brytyjskie klauzulą tajności.